# Tabletka
Tabletka (łac. Tabuletta Compressi, Comprimata) – stała postać leku, przeznaczona do stosowania doustnego (z możliwością uwalniania substancji leczniczej w różnych odcinkach przewodu pokarmowego), podjęzykowego lub podpoliczkowego. Rzadziej jest stosowana do innych jam ciała, do implantacji lub przygotowywania roztworów o różnym zastosowaniu. Tabletki składają się ze sprasowanego proszku, złożonego z substancji leczniczej oraz substancji pomocniczych.
Tabletki zawierają ściśle określoną ilość substancji aktywnej, jest to więc dawkowana postać leku.

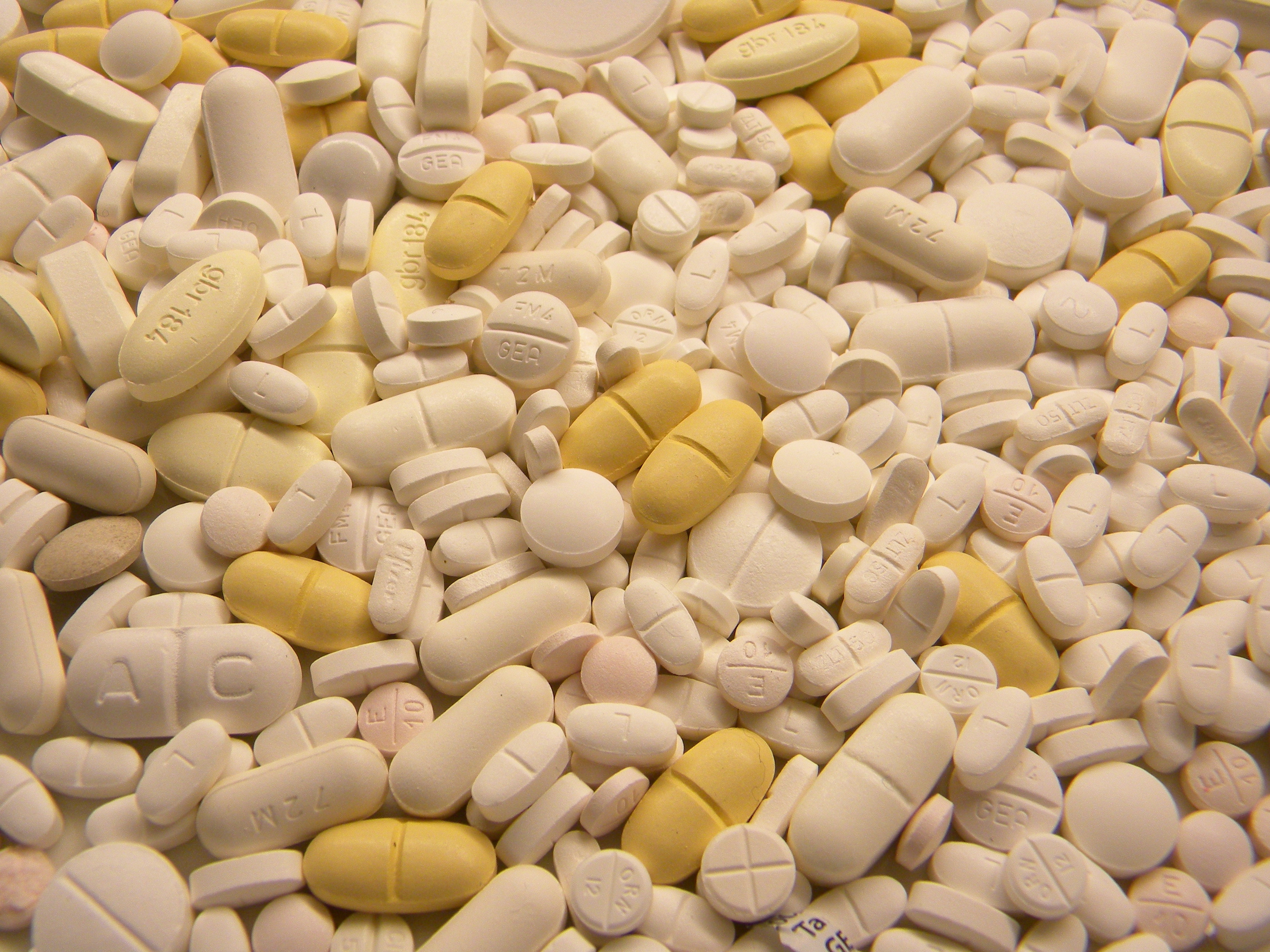
Tabletki

Tabletki zostały wprowadzone do lecznictwa przez brytyjskiego wynalazcę Williama Brockedon'a, który w 1843 roku uzyskał patent na urządzenie, pozwalające sprasować (pod ciśnieniem) proszek w tabletkę. Obecnie są najczęściej i najpowszechniej stosowaną postacią leku.
Kształt tabletek może być różny. Najczęściej formuje się je w postaci płaskich lub wypukłych krążków, często z wyciśniętym na powierzchni wzorem lub napisem. Niezależnie od kształtu, powierzchnia tabletki powinna być jednolita i gładka.

## Substancje pomocnicze stosowane w tabletkach

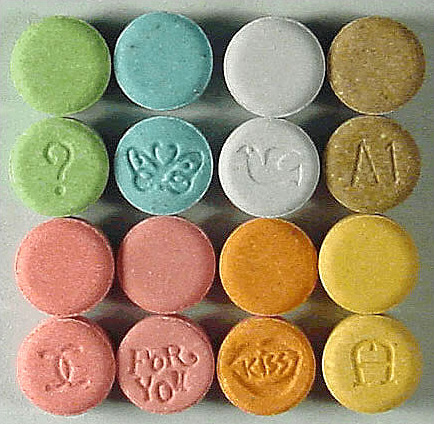
wzory wyciśnięte na tabletkach ekstazy

- Substancje wypełniające - używa się ich, jeśli masa substancji leczniczej jest zbyt mała, aby można było wykonać z niej tabletkę. Substancje te nie mogą mieć wpływu na działanie farmakologiczne leku zawartego w tabletce. W celu rozcieńczania substancji czynnej stosuje się najczęściej laktozę lub skrobię. Substancjami wypełniającymi mogą być także sacharoza, mannoza, glukoza.
- Adsorbenty - ich zadaniem jest zapobieganie zawilgoceniu substancji leczniczej lub wiązanie ciekłych składników aktywnych. Mogą stanowić jednocześnie substancję wypełniającą. Jako adsorbenty stosuje się: krzemionkę koloidalną (Aerosil), tlenek magnezu, węglan magnezu, bentonit, krzemian magnezu, fosforan wapnia[2] oraz glinkę białą[3].
- Substancje wiążące - wiążą sproszkowany lek, zapobiegają przedwczesnemu rozpadaniu się tabletek. Używa się ich na wstępnym etapie formowania tabletek - do przygotowania masy tabletkowej. Substancjami wiążącymi mogą być: żelatyna, kleiki skrobiowe, guma arabska, etyloceluloza, metyloceluloza, zeina.
- Substancje poślizgowe - używane przy sporządzaniu masy tabletkowej, do zmniejszania tarcia między cząstkami proszku lub granulatu. Ułatwiają zsypywanie się masy do matrycy. Substancje te zmniejszają również przyczepność tabletek do matrycy, na której są prasowane. Przykładem tego typu substancji są talk, glikole polioksyetylenowe, stearynian magnezu lub wapnia, krzemionka.
- Substancje rozsadzające - przyspieszają proces rozpadu tabletek, zwiększając dostępność farmaceutyczną leku. Do tej grupy zalicza się również substancje pęczniejące w środowisku wodnym, powodujące zwiększenie się objętości tabletki po zażyciu. Do produkcji tabletek musujących, jako substancji rozsadzających, używa się mieszaniny kwasu organicznego i węglanu. Po dostaniu się tabletki do wody zachodzi reakcja między użytym kwasem organicznym (winowym lub cytrynowym), a węglanem, w wyniku której wydziela się CO2 obserwowany w postaci uwalniających się pęcherzyków gazu. Technologia ta jest wykorzystywana również do produkcji napojów gazowanych.
- Substancje powlekające - tworzące cienką warstewkę na powierzchni tabletki. Powlekanie stosuje się w celu:
  - zwiększania odporności tabletek na czynniki zewnętrzne i tym samym ich trwałości,
  - maskowania przykrego smaku lub zapachu składników tabletki,
  - ułatwiania połykania,
  - nadania koloru i estetycznego wyglądu,
  - modyfikowania miejsca i czasu uwalniania substancji czynnej.

Tabletki powlekane cukrem nazywa się drażetkami.

## Podział tabletek

### Tabletki uwalniające substancję leczniczą w jamie ustnej

#### Tabletki do ssania (łac.Dulcitabulettae)
Uwalnianie substancji leczniczej z tych tabletek jest spowolnione, dzięki dodatkowi substancji spowalniających rozpuszczanie. W tej formie stosuje się leki o działaniu miejscowym na błonę śluzową jamy ustnej i gardła, np. środki antyseptyczne. 

#### Tabletki do rozgryzania i żucia (łac.Tabulettae masticatoriae)
Substancja lecznicza jest uwalniana z tego rodzaju tabletek szybciej. Po rozgryzieniu tabletki, lek miesza się ze śliną i jest wchłaniany częściowo przez błonę śluzową jamy ustnej, a częściowo połykany i wchłaniany w jelitach. W tej formie występują najczęściej leki zobojętniające (stosowane w nadkwaśności i chorobie wrzodowej) oraz witaminy dla dzieci.

#### Tabletki podjęzykowe (łac.Tabulettae sublinguales)
Tabletkę umieszcza się pod językiem, na dnie jamy ustnej i czeka do jej rozpuszczenia. Powoli uwalniająca się substancja czynna przenika przez błonę śluzową bezpośrednio do krwiobiegu. Pozwala to uniknąć występowania efektu pierwszego przejścia przez wątrobę, który może znacznie obniżać skuteczność niektórych leków. Podanie leku tą drogą gwarantuje również szybkie działanie, prawie jak po podaniu dożylnym. W tej formie stosuje się m.in. nitroglicerynę, leki obniżające ciśnienie krwi i niektóre hormony.

#### Tabletki podpoliczkowe (dopoliczkowe) (łac.Tabulettae buccales)
Tabletkę przykleja się do błony śluzowej policzka, w jego górnej części, w okolicy górnego dziąsła. Leki stosowane w tej formie uwalniają się przez dłuższy czas. Podobnie jak w tabletkach podjęzykowych lek dostaje się bezpośrednio do krwiobiegu, co pozwala uniknąć występowania efektu pierwszego przejścia.

### Tabletki do połykania
Tabletki do połykania można podzielić pod względem szybkości i czasu uwalniania substancji leczniczej:

#### Tabletki uwalniające substancję leczniczą w żołądku
Są to tabletki o niemodyfikowanym uwalnianiu. Substancja lecznicza uwalnia się szybko, po rozpadzie tabletki, i jest wchłaniana w żołądku i górnym odcinku jelita cienkiego. Jest to najczęściej stosowany rodzaj tabletek.

#### Tabletki o przedłużonym uwalnianiu (łac.Tabulettae prolongatae)
Substancja lecznicza uwalnia się w całej długości przewodu pokarmowego, ale bardzo powoli. Zadaniem tego typu leków jest zapewnianie stałego stężenia substancji leczniczej w ciągu 8-12h a czasem nawet 24 godzin, bez konieczności wielokrotnego podawania. Tabletki takie uzyskuje się przez zawieszenie substancji czynnej w pęczniejącym, lub słabo rozpuszczalnym nośniku. Inna metodą jest pokrycie tabletki słaboprzepuszczalną warstwą, spod której stopniowo wydobywa się substancja aktywna. Stosowanie takich tabletek umożliwia zmniejszenie częstotliwości podawania oraz uzyskanie względnie stałego stężenia leku we krwi, co poprawia jakość farmakoterapii i zmniejsza ryzyko działań niepożądanych, wynikających z wahań stężenia leku. Tabletki o przedłużonym uwalnianiu zawierają zwykle większą ilość składnika aktywnego i muszą być zabezpieczone, przed zbyt szybkim jego uwolnieniem (np. przez zniszczenie otoczki). Dlatego tabletek takich nie wolno rozgryzać, rozdrabniać ani przełamywać, gdyż grozi to przedawkowaniem leku.

#### Tabletki o opóźnionym uwalnianiu
Najpopularniejszym przykładem takich tabletek są tabletki dojelitowe (łac. Tabulettae enterosolubilae). Są to tabletki powlekane substancją odporną na działanie kwasu żołądkowego. Lek uwalnia się z tego rodzaju tabletek dopiero w dalszych częściach przewodu pokarmowego. Moment rozpoczęcia uwalniania leku jest skorelowany z miejscem, w którym znajduje się tabletka, lub czasem jej przebywania w danym miejscu. Kiedy tabletka osiągnie już miejsce swojego przeznaczenia, rozpoczyna się jej rozpad i uwalnianie substancji leczniczej, które są procesami szybkimi i zachodzą podobnie jak w tabletkach o niemodyfikowanym uwalnianiu. Tabletek dojelitowych używa się do substancji wrażliwych na niskie pH (czyli takich, które mogłyby zostać rozłożone lub zdezaktywowane w żołądku), do substancji drażniących, w celu ochrony błony śluzowej żołądka przed ich działaniem oraz do leków działających miejscowo w jelitach.

#### Tabletki ulegające rozpadowi w jamie ustnej
Są to tabletki zawierające substancje ułatwiające rozpuszczanie i przyspieszające ten proces. Taką postać stosuje się najczęściej do substancji słabo rozpuszczalnych w wodzie, aby zwiększyć ich dostępność farmaceutyczną i biologiczną.
Produkuje się również tabletki posiadające cechy dwóch wymienionych wyżej grup, np. tabletki szybko i jednocześnie długo uwalniające. Tabletki takie mogą być uzyskiwane przez sporządzenie tabletki o przedłużonym uwalnianiu i pokrycie jej warstwą dobrze rozpuszczalną i również zawierającą lek. W takiej sytuacji, tabletka po połknięciu, uwolni prawie natychmiast lek zgromadzony w rozpuszczalnej otoczce, a reszta substancji leczniczej będzie się uwalniała stopniowo, przez długi czas. Dostępne są również tabletki o przedłużonym i jednocześnie opóźnionym uwalnianiu.

### Tabletki do sporządzania płynów
Służą do sporządzania roztworów lub zawiesin ex tempore (bezpośrednio przed użyciem). Przeznaczenie otrzymywanych roztworów może być różne - do użytku wewnętrznego, zewnętrznego, do iniekcji i inne. Tego rodzaju tabletki są stosowane nie tylko w lecznictwie - mogą też służyć do sporządzania roztworów np. do przemywania szkieł kontaktowych, do prania. W postaci tabletek musujących spotyka się np. słodycze.

### Tabletki do stosowania pozajelitowego
Tabletki do implantacji umieszcza się najczęściej podskórnie, po nacięciu chirurgicznym. Tabletki takie często zawierają substancje spowalniające uwalnianie, dzięki którym lek może uwalniać się z takiej tabletki przez kilka miesięcy lub nawet lat. W tej formie podaje się np. disulfiram (Esperal) w leczeniu alkoholizmu.

## Produkcja tabletek

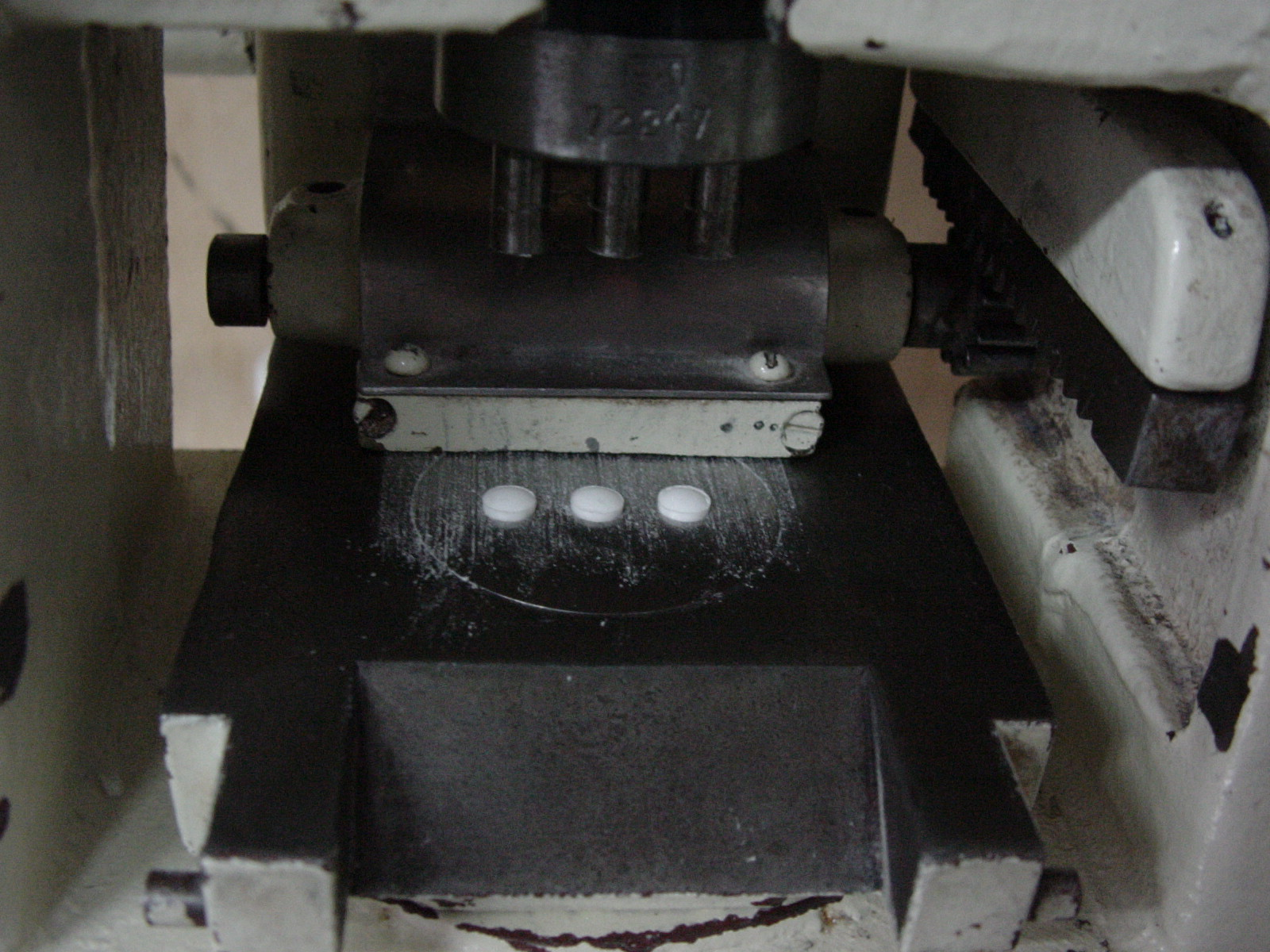
Tabletki wytłoczone w tabletkarce uderzeniowej

Tabletki wytwarza się obecnie fabrycznie w przemysłowych tabletkarkach. Dawniej (od wprowadzenia do lecznictwa, do mniej więcej połowy XX wieku) były prasowane ręcznie, w pracowniach aptecznych.
Produkcja tabletek polega na mechanicznym zgniataniu (prasowaniu) granulatu lub masy tabletkowej, złożonej z substancji czynnej zmieszanej z odpowiednimi substancjami pomocniczymi. Prasowania dokonuje się na odpowiedniej matrycy nadającej tabletkom kształt. W procesie tym można wyróżnić trzy etapy: napełnianie matrycy masą tabletkową, prasowanie, wypychanie tabletki z otworu matrycy.

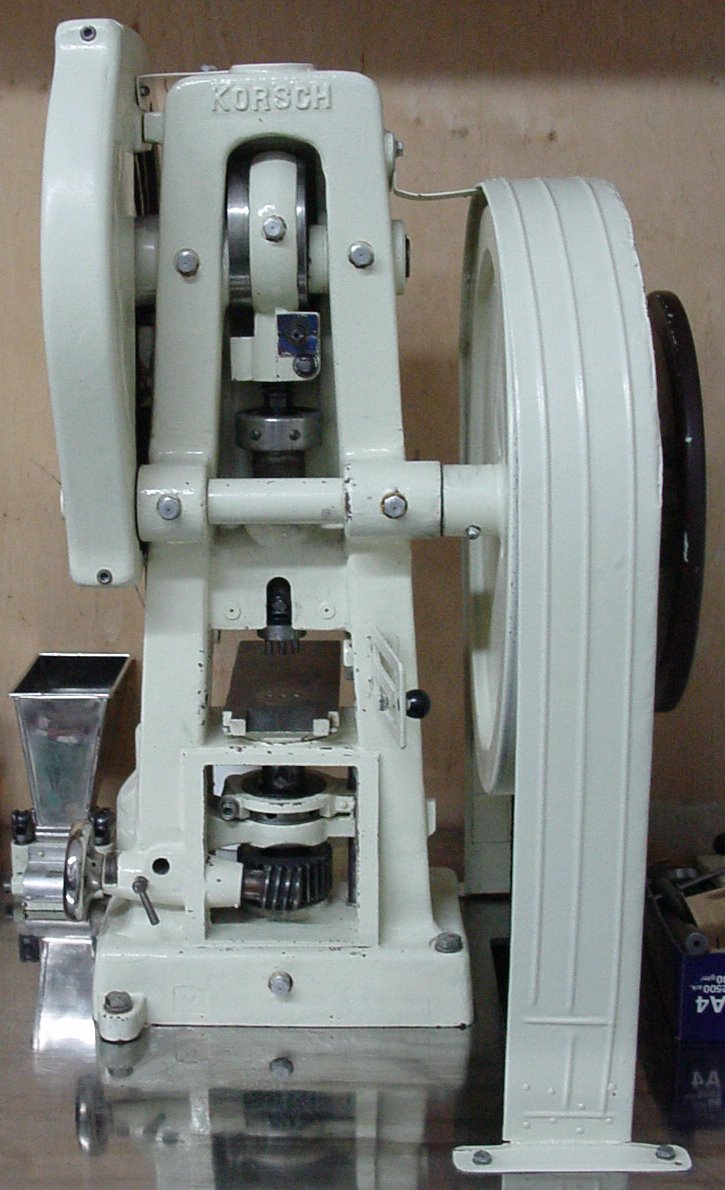
Tabletkarka uderzeniowa

Zasadniczymi elementami tabletkarki są:
- matryca nadająca tabletce kształt i wielkość,
- stempel dociskający proszek w matrycy. Stemple mogą mieć wyrytowane wzory i napisy, które są wytłaczane na powierzchni tabletki.
- lej dozujący odpowiednią ilość masy tabletkowej bądź granulatu
- mechanizm zapewniający odpowiednią siłę nacisku. Ze względu na konstrukcję tego mechanizmu wyróżnia się tabletkarki uderzeniowe i rotacyjne.

Produkowanie tabletek spełniających wymagania wytrzymałości mechanicznej wymaga użycia odpowiednich substancji pomocniczych oraz zastosowania odpowiedniej metody prasowania i siły nacisku. Zjawiska, tłumaczące powstawanie w procesie tabletkowania nierozpadających się tabletek, są tłumaczone różnymi teoriami. 
Najpopularniejszą z nich jest teoria o działaniu sił molekularnych. Mówi ona, że podczas prasowania, cząstki proszku zbliżają się do siebie i powierzchnia ich styku, staje się na tyle duża, że pozwala na wytworzenie się oddziaływań molekularnych między tymi cząstkami. Inna teoria (cieplna) zakłada, że we wzrastającej podczas prasowania (pod wpływem dużego ciśnienia) temperaturze, masa tabletkowa częściowo się topi i zlepia.

## Zalety tabletek
- Łatwość zażywania leku
- Gwarancja zużycia całości porcji, bez ryzyka, że jej część pozostanie w opakowaniu, łatwa kontrola ilości przyjętych dawek
- Precyzyjnie określona zawartość substancji leczniczej w tabletce
- Możliwość regulacji miejsca i szybkości uwalniania substancji leczniczej
- Stosunkowo tania i bardzo wydajna produkcja
- Zapewnienie maksymalnej trwałości substancji leczniczej
- Ochrona przed wpływem czynników zewnętrznych (zapewniana przez samą formę tabletki, substancję powlekająca oraz opakowanie)
- Duża liczba i różnorodność leków, które można podawać w tej postaci
- Łatwość pakowania wielu porcji w jednym zbiorczym opakowaniu
  - w postaci wypraski (tzw. listka) – możliwe jest uporządkowanie rzędów i kolumn w wyprasce ułatwiające dawkowanie (np. jeden rząd zawiera liczbę tabletek przeznaczoną do zużycia w ciągu jednego dnia), a także nadrukowanie użytecznych informacji.
  - w tubce – o średnicy dopasowanej do średnicy tabletek